# Fontanet (Abella de la Conca)

Fontanet, respecte del terme d'Abella de la Conca

Fontanet és una extensa partida rural del terme municipal d'Abella de la Conca, a la comarca del Pallars Jussà. Pertany al territori històric de la vila, tot i que és limítrof amb el de la Torre d'Eroles.
Està situada al nord-est de la vila d'Abella de la Conca, a la dreta del riu d'Abella, a prop i a llevant del Mas Palou. Inclou pràcticament tot el Bosc d'Abella. El seu límit de llevant i del nord és la partida de Carrànima, el de migdia, la de Fonguera, i a ponent, la de la Costa del Molí. La partida s'estén per tot el sector oest, proper a la vila d'Abella de la Conca, de la Serra de Carrànima; inclou una part del Bosc d'Abella.
Comprèn les parcel·les 104 a 107, 111, 134 i 234 a 242 del polígon 2 i 101, 145, 153 a 168, 177 a 179 del polígon 4 d'Abella de la Conca; consta de 291,0684 hectàrees amb predomini de pinedes, pastures, zones de matolls i de bosquina, però amb alguns conreus de secà.

## Etimologia
La partida pren el nom de la masia de Casa Fontanet. Es tracta, així, doncs, d'un topònim romànic modern, de caràcter descriptiu.